# Whaddon Niewoudt
Whaddon Niewoudt (né le 6 janvier 1970) est un athlète sud-africain, spécialiste du 3 000 m steeple. 

## Biographie
Il remporte la médaille d'or du 3 000 m steeple lors des championnats d'Afrique 1992, dans le temps de 8 min 26 s 44.

### Palmarès
| Date | Compétition            | Lieu             | Résultat | Épreuve         | Performance   |
| ---- | ---------------------- | ---------------- | -------- | --------------- | ------------- |
| 1992 | Championnats d'Afrique | Belle Vue Maurel | 1er      | 3 000 m steeple | 8 min 26 s 44 |

### Records
| Épreuve         | Performance   | Lieu         | Date       |
| --------------- | ------------- | ------------ | ---------- |
| 3 000 m steeple | 8 min 19 s 00 | Stellenbosch | 8 mai 1992 |